# Bupleurum euphorbioides
Bupleurum euphorbioides är en flockblommig växtart som beskrevs av Takenoshin Nakai. Bupleurum euphorbioides ingår i släktet harörter, och familjen flockblommiga växter. Inga underarter finns listade i Catalogue of Life.